# رود رکونکوئیستا
رود رکونکوئیستا (اسپانیایی: Río Reconquista‎) رودخانه کوچکی در استان بوئنوس آیرس آرژانتین می‌باشد. این رود با حوضه ۱۶۷۰ کیلومتری و جمعیتی ۴ میلیونی، بخشی از حوضه ریو دلاپلاتا است. مبدأ این رود مارکوس پاز و ریزشگاه آن رود لوخان می‌باشد.

## آلودگی
این رود به همراه رود ریاچلو از آلوده‌ترین جریان‌های آبی کشور شناخته می‌شود تا آنجا که ۳۳ درصد آلودگی‌های حوضه را با خود حمل می‌کند. بسیاری از کارخانه‌ها درحوضه این رود مستقر شده‌اند به طوری که زباله‌های صنعتی، افزون بر فاضلاب‌های خانگی، مواد مضری مانند فلزات سنگین، نیترات، پی سی بی و غیره را وارد رود می‌کند که موجب هپاتیت، عارضه‌های پوستی، اختلالات روده‌ای و عفونت‌های چشمی می‌شوند.